# Zaouïa (tribu)
 (septembre 2017).
Si vous disposez d'ouvrages ou d'articles de référence ou si vous connaissez des sites web de qualité traitant du thème abordé ici, merci de compléter l'article en donnant les références utiles à sa vérifiabilité et en les liant à la section « Notes et références ».
Les Zaouïa ou tribus maraboutiques sont un des deux groupes de tribus maures, qui fournissent un enseignement et des services religieux, en opposition à l'autre groupe noble, les tribus guerrières dites arab ou hassan, qui en théorie les dominent.